# کوین لیوینگستون
کوین لیوینگستون (انگلیسی: Kevin Livingston؛ زادهٔ ۲۴ مهٔ ۱۹۷۳) دوچرخه‌سوار اهل ایالات متحده آمریکا است. وی در مسابقات تور دو فرانس و جیرو دیتالیا شرکت کرده است.